# 李海仓
李海仓（1955年12月7日—2003年1月22日），山西运城人，中华人民共和国企业家，海鑫钢铁集团原董事长，中华全国工商业联合会原副主席，第九届全国政协委员。

## 生平
畢業於武汉钢铁学院管理工程系。
2003年1月22日在办公室内被枪杀身亡。凶手冯引亮，是一家倒闭企业的厂长。

## 家庭
儿子李兆会，女兒 李兆霞。

## 榮譽
1995年、2000年连续两次当选“全国劳动模范”。1998年，获“全国五一劳动奖章”。1999年、2000年连续被命名为“山西省功勋企业家”。